# تراموا (فیلم)
تراموا (لهستانی: Tramwaj) فیلم کوتاه صامت لهستانی به کارگردانی کریشتوف کیشلوفسکی است که در سال ۱۹۶۶ منتشر شد. کیشلوفسکی این فیلمش را زمانی ساخت که دانشجوی مدرسه ملی فیلم ووچ بود.
این فیلم پسری را نشان می‌دهد که دختری را در یک تراموای در حال حرکت می‌بیند. او به دنبال تراموا می‌دود و پس از سوار شدن بر آن، متوجه می‌شود که کس دیگری در تراموا نیست و تنها خودش و آن دختر مسافران تراموا هستند. این دو نگاه‌هایی را را رد و بدل می‌کنند، بعد دختر در کنار پنجره خوابش می‌برد. پسر از تراموا پیاده می‌شود و از پنجره به او نگاه می‌کند، سپس تصمیم می‌گیرد دوباره دنبال تراموا بدود.